# أليكساندري جويديس
أليكساندري جويديس (11 فبراير 1994 في البرتغال - ) هو لاعب كرة قدم برتغالي في مركز الهجوم يلعب في النادي الفيصلي السعودي. شارك مع منتخب البرتغال تحت 16 سنة لكرة القدم ومنتخب البرتغال تحت 17 سنة لكرة القدم ومنتخب البرتغال تحت 18 سنة لكرة القدم ومنتخب البرتغال تحت 19 سنة لكرة القدم ومنتخب البرتغال تحت 20 سنة لكرة القدم. أما مع النوادي، فقد لعب مع سبورتينغ لشبونة ب ونادي ريوس ديبورتيو ونادي ديبورتيفو داس أيفيس.

## روابط خارجية
- أليكساندري جويديس على موقع رابطة كرة القدم اليابانية للمحترفين (اليابانية)
- أليكساندري جويديس على موقع قاعدة بيانات كرة القدم.إي يو (الإنجليزية)
- أليكساندري جويديس على موقع Soccerway.com (الإنجليزية)
- أليكساندري جويديس على موقع عالم كرة القدم.نت (الإنجليزية)
- أليكساندري جويديس على موقع AS.com (الإسبانية)